# Gul Agha Schersai

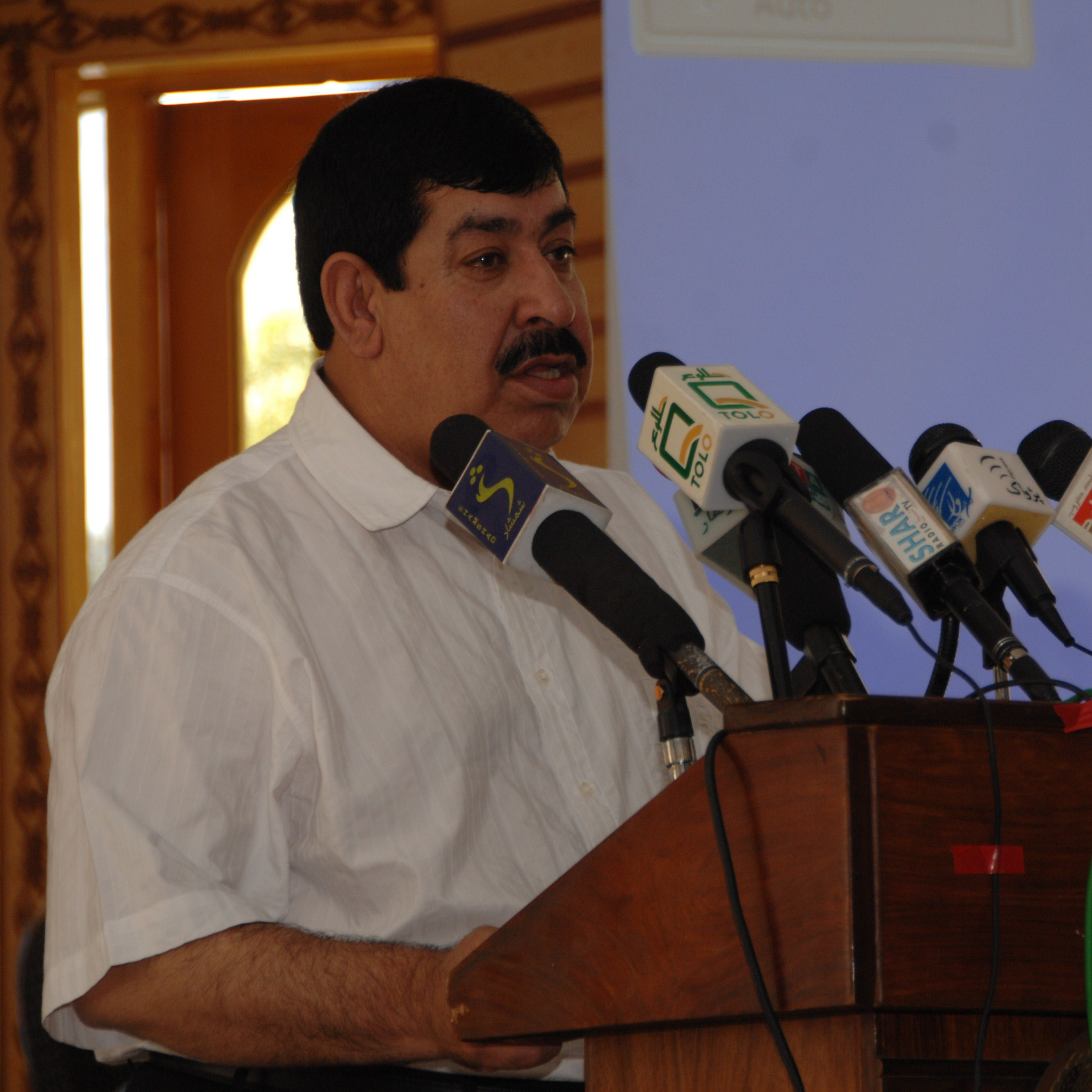
Gul Agha Schersai

Gul Agha Schersai (paschtunisch گل آغا شېرزی, * 1955 als Mohammad Schafiq in der Provinz Kandahar) ist ein paschtunischer Verwaltungsbeamter, Politiker und ehemaliger Mudschahed in Afghanistan.

## Leben
Schersai („Sohn des Löwen“ auf paschtunisch) kämpfte in Kandahar als sogenannter Mudschahed gegen die Sowjetunion, die in der Demokratischen Republik Afghanistan zugunsten der kommunistischen Regierung unter der Demokratischen Volkspartei intervenierte. Danach war Schersai in den frühen 1990er Jahren sowie nach dem Sturz der Taliban 2001 bis 2003 Gouverneur der Provinz Kandahar.
Seit 2004 ist er der Gouverneur der östlichen Provinz Nangarhar. Dort erhielt er den Spitznamen „Bulldozer“, er eröffnete die Straßenverbindung zwischen Dschalalabad und Torcham, dem wichtigsten Grenzübergang nach Pakistan.
Bei seinem Amtsantritt hatte sich Schersai, um die größten Probleme der Menschen zu erfahren, inkognito auf den Markt begeben und die Leute gefragt, was sie von dem neuen Gouverneur hielten. Schersai erklärt, dass das größte Problem Afghanistans die Mullahs seien. Man dürfe nicht die Taliban im ganzen Land Koranschulen bauen lassen, sondern sollte „weltliche“ Schulen für angehende Prediger errichten.
Bei der Einberufung des „Nationalen Rates“ im Fußballstadion von Kandahar bekundete Gul Agha Schersai seine Loyalität zu Mohammed Sahir Schah, dem früheren König von Afghanistan, vor rund 15.000 Menschen. In seiner Rede griff Gul Agha zudem das Nachbarland Iran an und beschuldigte es, Waffen und Geld ins Land zu pumpen, um die jetzigen Machthaber zu schwächen.
Bei der Präsidentschaftswahl 2009 galt Schersai als bedeutender Konkurrent des Amtsinhabers Hamid Karsai, verzichtete allerdings nach einem mehrstündigen Gespräch mit dem Präsidenten auf seine Kandidatur.